# Thabang Malane
Thabang Malane (ur. 10 czerwca 1997) – sotyjski piłkarz grający na pozycji prawego obrońcy. Jest wychowankiem klubu Lesotho Correctional Services FC.

## Kariera klubowa
Swoją karierę piłkarską Malane rozpoczął w klubie Lesotho Correctional Services FC. W sezonie 2017/2018 zadebiutował w nim w pierwszej lidze sotyjskiej.

## Kariera reprezentacyjna
W reprezentacji Lesotho Malane zadebiutował 14 listopada 2020 w przegranym 0:1 meczu kwalifikacji do Pucharu Narodów Afryki 2022 z Beninem, rozegranym w Porto-Novo.